# San Donnino (Campi Bisenzio)
San Donnino is een plaats (frazione) in de Italiaanse gemeente Campi Bisenzio in de metropolitane stad Florence.